# آبیک
آبیِک شهری در شهرستان آبیک، استان قزوین ایران است.
این شهر مرکز شهرستان آبیک با دو بخش مرکزی و بشاریات است که در شرقی‌ترین نقطه شهرستان واقع شده است. قرار داشتن شهر آبیک در کنار آزادراه قزوین-کرج، راه اصلی کرج قزوین و راه‌آهن سراسری تهران- مراغه باعث گردیده، شهر بسیار پویا باشد.
البته این امکانات و نزدیکی به شهرهای بزرگی چون قزوین و کرج و تهران و دسترسی راحت به آزادراه وراه آهن، باعث شده که هیچ‌وقت سیستم حمل و نقل بین شهری مناسبی در آبیک مستقر نگردد و این شهر همچنان بدون ترمینال می‌باشد.

## شهرهای صنعتی
وجود دو شهر صنعتی کاسپین یک و کاسپین دو و نزدیکی این مناطق صنعتی به مرکز کشور (تهران و کرج)، باعث استقبال بینظیر صاحبان صنایع و شرکتهای بزرگی شده و کارخانجات عظیمی در این دوشهر صنعتی شروع به کار نموده‌اند. همین امر و عدم تکافوی نیروی کار بومی، باعث جذب نیروی کار قابل توجهی نیز شده به نحوی که در بسیاری از کارخانجات این شهر، نیروهای بومی از شهرهای مجاور مشغول به کار می‌باشند. همچنین علاوهبر مردان، بانوان بسیاری نیز از ظرفیتهای خالی مشاغل استفاده نموده و در این دو شهر صنعتی مشغول به کار شده‌اند.

## گسل‌هایفعال
وجود ۲ گسل اصلی در دو سمت شمال (گسل قزوین) با فاصله تقریبی ۱۷ کیلومتری و جنوب (گسل آبیک) با فاصله ۶۶ کیلومتری منطقه را آسیب‌پذیر نموده است

## اقلیم‌شناسی
شهری است زلزله‌خیز که در مسیر توسعه آتی مترو کرج - تهران قرار دارد. آزادراه تهران _ تبریز و آبیک به چرمشهر و خط راه‌آهن تهران _ تبریز نیز از کنار شهر آبیک می‌گذرد.
محله‌های تازه‌ساز شهر آبیک عبارت‌اند از شهرک خرم، شهرک قدس، کوی فرهنگیان، محله اداره برق و محله سپاه، شهرک بعثت، کوی سازمانی آمادگاه اصلی و عمومی آبیک (مسکن مهر قدیم و جدید) و همچنین شهرک فردوس (راه‌آهن).

## اماکن دیدنی
از جمله اماکن دیدنی شهر آبیک می‌توان از مقبره رئیس‌المجاهدین و امام‌زاده علی شکرناب و امام زاده زکریاباقرآباد برد. شهر آبیک به علت قرار گرفتن در دامنه کوه، در فصول مختلف سال دارای آب و هوای متنوع و مناظر بکر طبیعی می‌باشد. به دلیل مجاورت آبیک با منطقه طالقان بالا و طالقان پایین در شمال شهر و قرار گرفتن شوره زارهای منتهی به دشت اشتهارد در جنوب منطقه، تنوع جغرافیایی قابل توجهی در این منطقه ملاحظه می‌شود.
باغهای سرسبز و رودخانه‌های پرآب منطقه طالقان و زیاران از یک سو و کوه‌های سربه فلک کشیده منطقه طالقان در شمال و دشتهای سرسبز و حاصلخیز واقع در روستاهای جنوبی و تالاب فصلی صالحیه (قارپوزآباد) نیز از چشم‌اندازهای دیدنی این شهر می‌باشند.
روستای احمدآباد مصدق در چند کیلومتری جنوبی شهر که میزبان  محمد مصدق و خانه تاریخی ایشان می‌باشد نیز از سایر مناطق دیدنی این شهر است.

## آموزش عالی
- دانشگاه غیاث الدین جمشید کاشانی
- دانشگاه بصیر
- دانشگاه دانش البرز
- مؤسسه آموزش عالی آبا
- مؤسسه آموزش عالی مولانا

## آلودگی هوا
شهر آبیک در نتیجه فعالیت کارخانه سیمان آبیک و نیروگاه برق شهید رجایی آلودگی شدید هوا (در برخی موارد حتی۵ برابر استاندارد) را تجربه می‌کند.

## جمعیت
رشد جمعیت شهر آبیک از دههٔ ۱۳۵۵ تا ۱۳۶۵ برابر ۶۶۰٪ و از سال ۱۳۶۵ ۱۳۷۵ برابر ۱۹۰٪ اعلام شده است.
این شهرستان از قطب‌های کشاورزی استان قزوین به‌شمار می‌آید و بالغ بر ۲۴ هزار هکتار کشت محصولات مختلف زراعی از جمله گندم، جو، ذرت (دانه‌ای و علوفه‌ای)، کلزا، یونجه و سایر محصولات دیگر در این شهر به عمل می‌آید. علاوه بر این، یکی از مراکز مهم برای پرورش دام و طیور در استان و حتی کشور به‌شمار می‌رود.
کارخانه اکسیژن طاها نیز در سال ۱۳۸۴در این شهر پایه‌گذاری و در نیمه دوم سال ۱۳۸۶به بهره‌برداری رسید.
این شهرستان از لحاظ ورزشی بیشتر در زمینهٔ کشتی موفق می‌باشد.
وجود سد انتقالی اب طالقان به این شهرستان در دوران گذشته موجب شده است این شهرستان به عنوان یکی از قطب‌های کشاورزی استان قزوین و کشور تبدیل شود.
از دیگر قابلیت‌های این شهرستان وجود شهرک صنعتی کاسپین و واحدهای صنعتی ممتاز کشور مستقر در این شهرستان و وجود واحدهای پرورش طیور که موجب شده شهرستان آبیک بیش از ۸ درصد تخم مرغ و گوشت سفید مورد نظر کشور را تأمین کند.
شهرستان آبیک در بحث اطلاع‌رسانی نسبت به شهرستان‌های استان قزوین و همجواز در زمینه اطلاع‌رسانی و چاپ توزیع مطبوعات محلی جایگاهی را به خود اختصاص دهد که وجود فعالیت دفتر خبری صدا و سیما مرکز قزوین از ابتدای سال ۸۴ شمسی با ۴ خبرنگار. گزارشگر و تصویر بردار و فعالیت ۴۵ خبرنگار حرفه‌ای در مطبوعات کشوری از دیگر ویژگی‌های این شهرستان می‌باشد.